# Municipio Amatepec
Koordinaten: 18° 41′ N, 100° 11′ W
Amatepec ist ein Municipio im mexikanischen Bundesstaat México. Der Sitz der Gemeinde ist das gleichnamige Amatepec, größter Ort des Municipios hingegen Palmar Chico. Das Municipio hatte im Jahr 2010 26.334 Einwohner, ihre Fläche beträgt 639,9 km².

## Geographie
Amatepec liegt im Südwesten des Bundesstaates México, 95 km südwestlich von Toluca de Lerdo.
Das Municipio grenzt an die Municipios Tejupilco und Tlatlaya im Bundesstaat Mexico sowie an die Municipios Tlalchapa, Teloloapan und Cutzamala de Pinzón im Nachbarbundesstaat Guerrero.